# Gewoon riviervedermos
Gewoon riviervedermos (Fissidens crassipes) is een soort uit het geslacht vedermos (Fissidens).

## Ecologie
Gewoon riviervedermos groeit op vooral op hard, stenig substraat langs/in rivieren en beken en soms langs meren; meestal betreft het baksteen of basalt. Daarnaast wordt de soort ook met enige regelmaat aangetroffen op hardhout van beschoeiingen en op dikke, harde boomwortels en boomvoeten langs rivieren.

### Syntaxonomie
In de syntaxonomie staat gewoon riviervedermos te boek als kensoort voor de riviervedermos-associatie (Leptodictyo-Fissidentetum crassipedis).

## Verspreiding
In Nederland komt is gewoon riviervedermos vrij zeldzaam.